# 이상규 (야구 선수)
이상규(1996년 10월 20일 ~ )는 KBO 리그 한화 이글스의 투수이다.

## LG 트윈스시절
2015년에 입단하였다. 첫 시즌 후 의무 경찰로서 군 복무를 마친 후 팀에 복귀했다.
2019년 8월 23일 NC전에서 구원 등판하며 데뷔 첫 경기를 치렀고, 경기에서 0.1이닝 무실점을 기록했다.
2020년 시즌 전 스프링 캠프 명단에 포함됐고, 청백전과 연습 경기에서 좋은 모습을 보여주며 개막 엔트리에 들었다.
시즌 중 마무리 투수였던 고우석이 무릎 부상으로 이탈하며 잠시 마무리 투수로 활동했다.

## 한화 이글스시절
2024년 KBO 리그 2차 드래프트를 통해 이적하였다.

## 출신 학교
- 서울흥인초등학교
- 청원중학교
- 서울 청원고등학교

## 통산 기록
| 연도 | 팀명  | 평균자책점 | 경기 | 완투 | 완봉 | 승 | 패 | 세 | 홀 | 승률  | 타자 | 이닝 | 피안타 | 피홈런 | 볼넷 | 사구 | 탈삼진 | 실점 | 자책점 |
| ---- | ----- | ---------- | ---- | ---- | ---- | -- | -- | -- | -- | ----- | ---- | ---- | ------ | ------ | ---- | ---- | ------ | ---- | ------ |
| 2019 | LG    | 0.00       | 1    | 0    | 0    | 0  | 0  | 0  | 0  | -     | 3    | ⅓    | 0      | 0      | 1    | 1    | 0      | 0    | 0      |
| 2020 | LG    | 6.68       | 28   | 0    | 0    | 2  | 3  | 4  | 1  | 0.400 | 152  | 31   | 45     | 4      | 21   | 1    | 18     | 22   | 22     |
| 2021 | LG    | 9.00       | 7    | 0    | 0    | 0  | 0  | 0  | 0  | -     | 29   | 30⅓  | 8      | 1      | 2    | 1    | 4      | 6    | 6      |
| 2023 | LG    | 2.35       | 8    | 0    | 0    | 0  | 0  | 0  | 0  | -     | 34   | 7⅔   | 7      | 0      | 5    | 0    | 6      | 2    | 2      |
| 2024 | 한화  | 5.63       | 21   | 0    | 0    | 1  | 4  | 0  | 0  | 0.200 | 149  | 32   | 39     | 5      | 15   | 1    | 27     | 20   | 20     |
| 통산 | 5시즌 | 5.96       | 65   | 0    | 0    | 3  | 7  | 4  | 1  | 0.300 | 367  | 77   | 99     | 10     | 44   | 4    | 55     | 51   | 51     |